# Håkons Hall

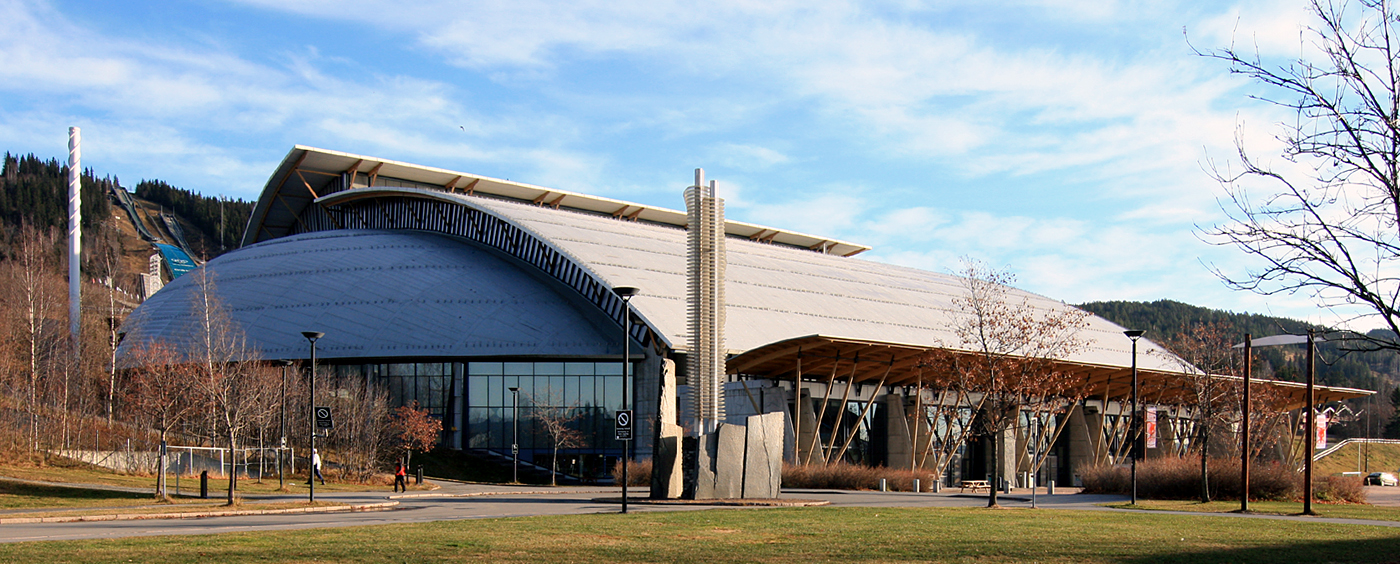
Håkons Hall

Håkons Hall, je víceúčelová sportovní aréna nacházející se ve Stampeslettě v norském Lillehammeru vedle menší Eidsiva Areny. S diváckou kapacitou 11 500 lidí je největším házenkářským a hokejovým areálem v zemi. Je pravidelně využívána pro turnaje v házené a ledním hokeji, dále pro koncerty, výstavy, konference a rauty. Vlastníkem je kommune Lillehammer prostřednictvím dceřiné společnosti Lillehammer Olympiapark, které patří všechna olympijská místa v Lillehammeru. V aréně se také nachází Norské olympijské muzeum. Byla otevřena 1. února 1993 pro pořádání turnaje v ledním hokeji na Zimních olympijských hrách 1994 a stála 238 milionů norských korun (NOK). Od té doby se tam uskutečnil zahajovací a závěrečný ceremoniál Zimních paralympiád 1994, Mistrovství světa IIHF v ledním hokeji 1999, Mistrovství světa v házené žen v letech 1993 a 1999, Junior Eurovision Song Contest 2004, Mistrovství Evropy v házené mužů 2008 a Mistrovství Evropy v házené žen 2010. Lillehammer IK hrál své hokejové zápasy v aréně příležitostně.

## Historie

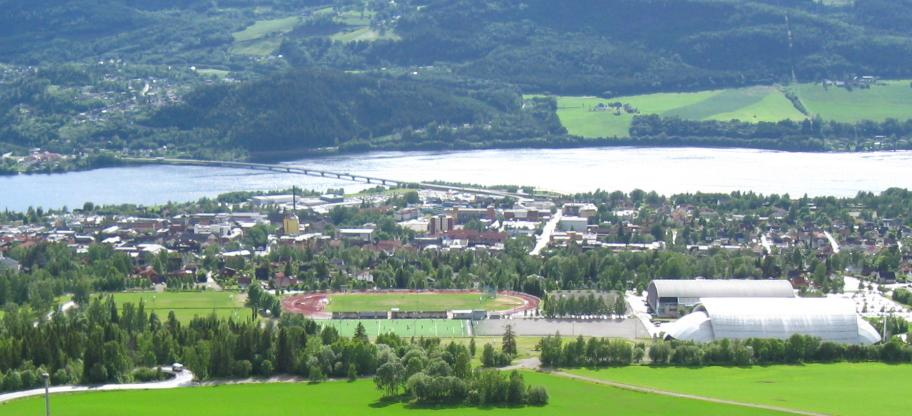
Stampesletta s Håkons Hall vpředu napravo a Kristins Hall za ní.

Svou první hokejovou halu získal Lillehammer v roce 1988 otevřením Kristins Hall. Ve stejném roce bylo město vybráno pro pořádání zimních olympijských her 1994, což si vyžádalo výstavbu většího prostoru pro olympijské zápasy v ledním hokeji. O pojmenování arény rozhodla městská rada Lillehammeru v říjnu 1988 v rámci širší politiky, založené na historii Birkebeiner. Håkons Hall byla pojmenována po Haakonu Haakonarsonovi, středověkém norském králi, kterého jako dítě přepravovali přes hory lyžaři. Kristin a Håkon se stali maskoty olympijských her a stejně byly pojmenovány i obě arény ve Stampeslettě.

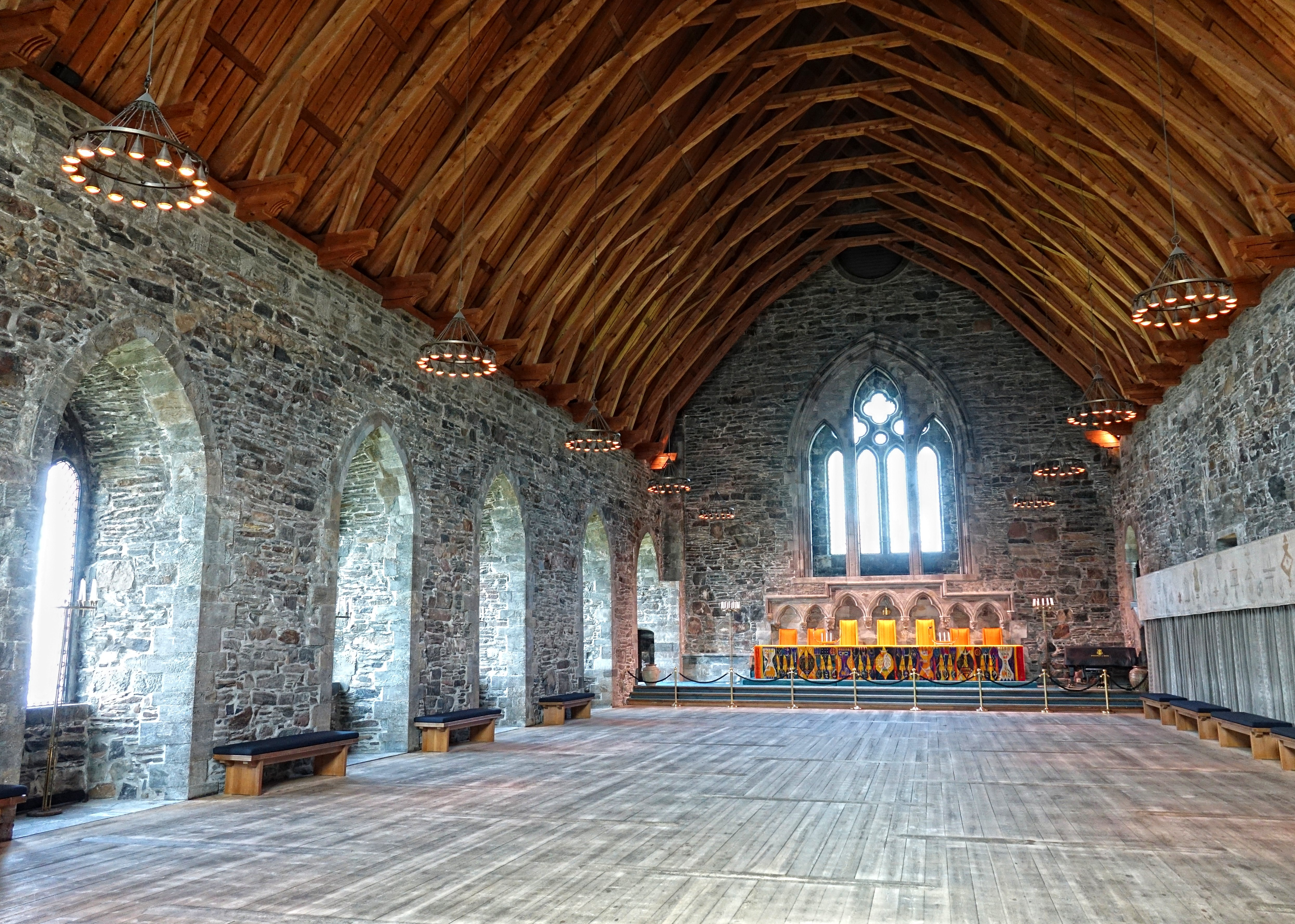
Håkonshallen (Bergen)

V Bergenu se konaly protesty, protože místní patrioti soudili, že není vhodné, aby nové sportoviště mělo název tolik podobný názvu středověké pevnosti a královské rezidence Håkonshallen v Bergenu.
V červnu 1989 městská rada odhlasovala umístění většiny sportovišť Lillehammeru v oblasti Stampesletta a umístění Håkons Hall vedle Kristins Hall. Toto bylo kontroverzní a mnoho radních hlasovalo pro původní decentralizovaný plán, s dějišti rozprostřenými po celé kommune. Přihláška na olympiádu požadovala vybudování až pěti ledových ploch v Lillehammeru. Pro poolympijské využití byla Kristins Hall určena jako hlavní kluziště pro Lillehammer, a Håkons Hall pro větší akce. Dne 8. prosince 1989 Mezinárodní olympijský výbor zamítl dva požadavky Mezinárodní hokejové federace (IIHF) na kapacitu minimálně 12 000 diváků ve větším dějišti ledního hokeje a na turnaji v ledním hokeji žen.
Rozhodnutí o umístění hokejových kluzišť bylo učiněno 10. října 1990. Hlavním dějištěm měla být hala Håkons Hall, doplněná o olympijskou halu Gjøvik Cavern Hall v Gjøviku. Návrh na konání krasobruslení v hale Håkons Hall byl zamítnut a místo toho se mělo konat v olympijském amfiteátru Hamar v Hamaru.
V roce 1990 Norská cyklistická federace doporučila halu Håkons Hall jako jedno z několika možných míst pro výstavbu velodromu pro mistrovství světa v dráhové cyklistice UCI 1993, které pořádala Mezinárodní cyklistická unie. Ve stejném roce bylo navrženo využít halu Håkons Hall jako doplněk k víceúčelové aréně Oslo Spektrum pro konání navrhované celoevropské profesionální hokejové ligy. Její přístavbu schválil norský parlament v dubnu 1990, včetně financování. Původní projekt počítal s jednoduchým hangárovým designem a původní odhady nákladů činily 191 milionů norských korun. V březnu 1991 se však městská rada rozhodla zvýšit výdaje na přístavbu, aby byla estetičtější. Součástí přístavby byly i teleskopické tribuny a lepší akustika, aby po olympiádě bylo možné její flexibilnější využití.
Hlavním dodavatelem stavby byla norská stavební a inženýrská  společnost Veidekke a stavba stála 238 milionů norských korun. Na úsporu energie dalo granty Norské ředitelství pro vodní zdroje a energii a SINTEF (Stiftelsen for industriell og teknisk forskning –"Nadace pro průmyslový a technický výzkum"). Práce na hale byly dokončeny 1. února 1993. Jednalo se o 27. kryté hokejové kluziště v Norsku.

## Popis
Konstrukce zvenku nepůsobí nijak monumentálně. Střecha se skládá ze čtyř částí nesených příhradovými nosníky z lepené dřevěné konstrukce o délce až 85,4 metru. Hala je dlouhá 127 metrů a má celkovou plochu 23 000 metrů čtverečních.

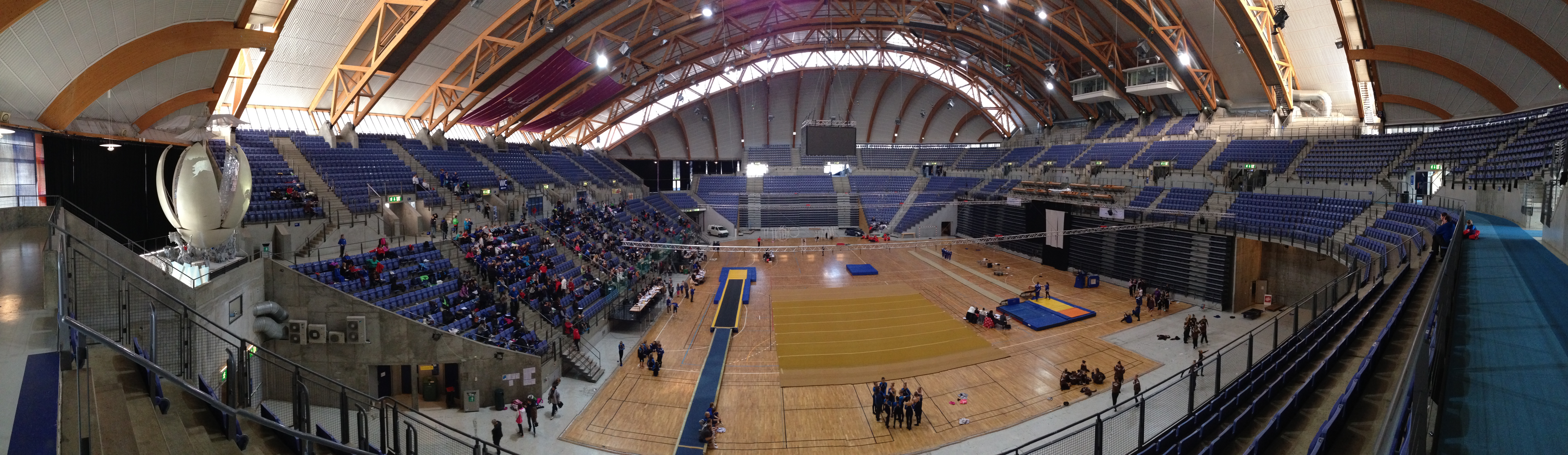
Vnitřní panorama haly Håkons Hall (březen 2013)

Hlavní hala má podlahovou plochu 3 500 metrů čtverečních s prostorem pro aktivity o rozměrech 76 x 44 metrů. Maximální výška stropu je 40 metrů a pro výstavy je do haly přímý vjezd auty. Areál má kapacitu 11 500 sedících diváků. Tribuny jsou teleskopické, což umožňuje flexibilitu ve využití haly a počtu míst k sezení. Arénu lze konfigurovat s pódiem o rozloze 330 metrů čtverečních. Sál lze upravit tak, aby pojal 2 000 osob na banketu, nebo rozdělit pro menší skupiny. Součástí je také kavárna s kapacitou 200 osob. Pro veletrhy se nabízí prostor o rozloze 3 500 metrů čtverečních, kromě VIP zázemí a lobby. Stejný prostor lze využít i pro konference a prostor lze rozdělit na části, čímž vzniknou skupinové místnosti, tematické místnosti a banketové místnosti.

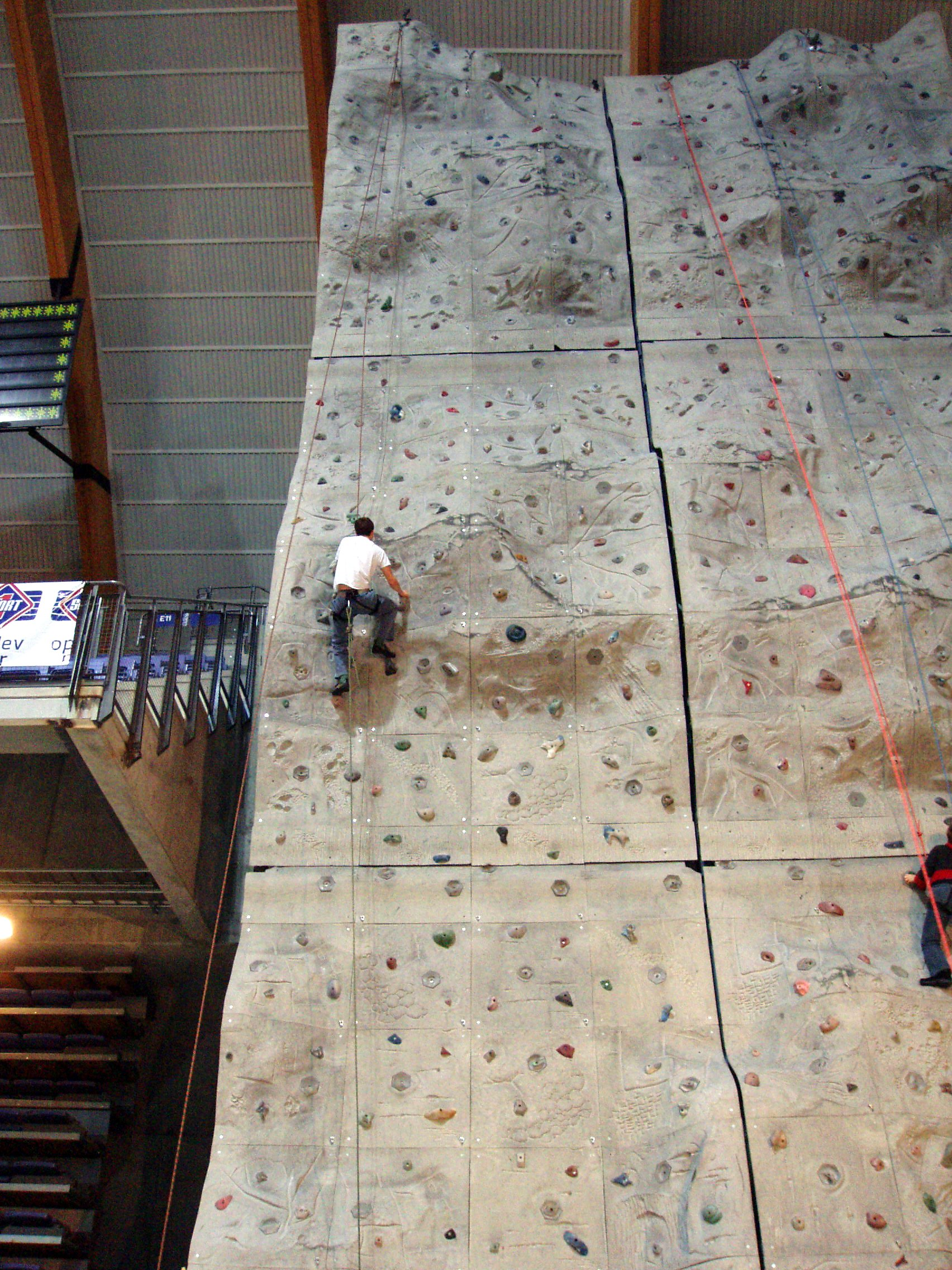
Horolezec na lezecké stěně v Håkons Hall.

Sportovní centrum Håkons Hall je součástí komplexu, který doplňuje hlavní halu o rekreační tréninkové zařízení. Hlavní halu lze využít pro dva kurty na házenou nebo fotbal, nebo šest kurtů na volejbal nebo badminton. Kromě toho je zde stálý fitness klub, lezecká stěna, místnost pro aerobik, golfové centrum se dvěma golfovými simulátory a putting greenem a dva badmintonové kurty, to vše s 13 šatnami.
Součástí areálu je také 370 metrů dlouhá běžecká dráha. Chladicí a topné systémy pro Håkons Hall a Eidsiva Arena jsou propojeny, což umožňuje využívat vzájemné energetické rezervy.

## Události
Během zimních olympijských her se 12. do 26. února 1994 konal v hale Håkons Hall spolu s halou Gjøvik Olympic Cavern Hall hokejový turnaj. V hale Håkons Hall se odehrálo 21 zápasů, včetně finále, ve kterém Švédsko porazilo Kanadu v penaltovém rozstřelu. Na zimních paralympijských hrách v roce 1994 byla hala Håkons Hall využívána pro zahajovací a závěrečný ceremoniál.
Prvním velkým mezinárodním turnajem v Håkons Hall byly některé zápasy mistrovství světa v házené žen v roce 1993. Lillehammer IK hraje sice své domácí zápasy v Eidsiva Areně, ale v roce 1995 se v hale Håkons Hall uskuteřnil zápas play-off mezi ním a sousedními hokejovými rivaly Storhamar Dragons. Zápasu se zúčastnilo více než 5 000 diváků, což je rekord pro Lillehammer IK. V roce 1995 se v Håkons Hall konalo slavnostní předávání cen Spellemannsprisen, nejvyššího norského hudebního ocenění.
V roce 1999 se konalo mistrovství světa v ledním hokeji IIHF v Oslu, Lillehammeru a Hamaru. V hale Håkons Hall se hrála skupina D, kterou tvořily Rusko, Finsko, Bělorusko a Kazachstán, a také semifinále, zápasy o bronz a finále. Vstupenky se prodávaly jako dvojhry, na jednu vstupenku se hrály dva zápasy s hodinovou přestávkou. Ve stejném roce byla Håkons Hall jedním ze sedmi míst, kde se konalo mistrovství světa v házené žen v roce 1999. Kromě zápasů ve skupinách a play-off se zde hrálo i finále. Pro finále se uvažovalo také o hale Oslo Spektrum, ale s kapacitou pouze 8 500 míst a vyšším nájemným. Přednost dostala hala Håkons Hall.
V hale Håkons Hall se 20. listopadu 2004 konala soutěž Junior Eurovision Song Contest 2004, kterou vyhrála María Isabel s písní Antes Muerta que Sencilla. Norsko uspořádalo Mistrovství Evropy v házené mužů v roce 2008; zápasy ve skupinách se hrály ve čtyřech jiných norských městech, ale play-off a finále se hrály v Håkons Hall v lednu 2008. Ve finále zvítězilo Dánsko nad Chorvatskem před 9 052 diváky.

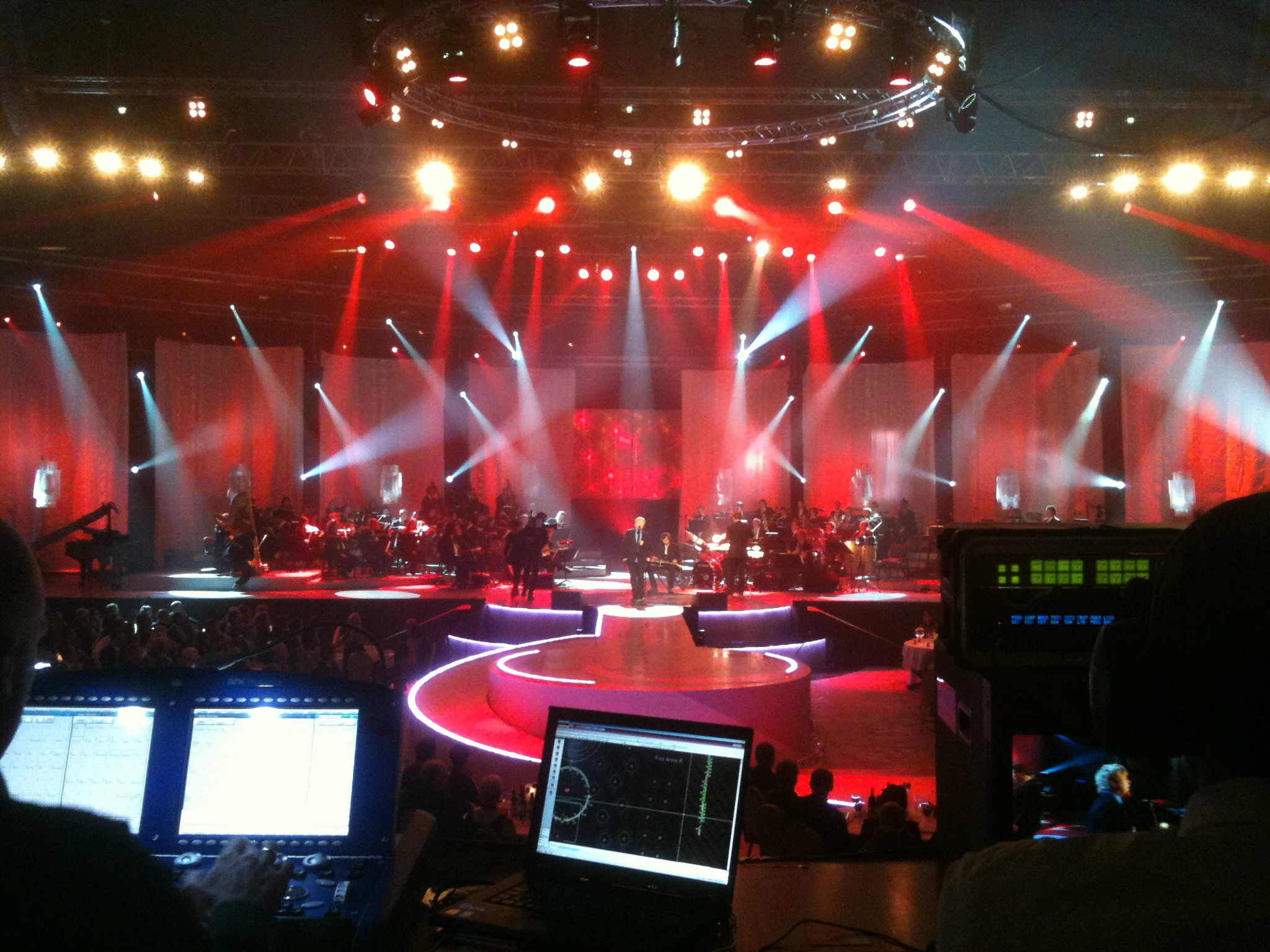
Kurt Nilsen v Idrettsgallaen 2010.

V roce 2010 se v hale Håkons Hall konala Idrettsgallaen, show na počest norských sportovních a atletických úspěchů v uplynulém roce. Norsko a Dánsko společně uspořádaly v prosinci 2010 Mistrovství Evropy v házené žen 2010, přičemž zápasy v Norsku se odehrály v halách Håkons Hall a Arena Larvik. V Lillehammeru hrál norský tým v první a druhé skupině, ale vyřazovací fáze se hrála v Dánsku.
Dne 18. listopadu 2017 se v hale Håkons Hall konal zápas mezi hokejovými rivaly norské GET-ligaen, Lillehammer IK a Storhamar Ishockey. Tento zápas byl marketingově propagován jako „Hockey Classic“ a měl obrovský úspěch. Zápas sledovalo rekordních 10 031 diváků.